# Ib Mossin
Ib Erik Mossin, född 3 juli 1933, död 17 december 2004, var en dansk filmregissör, skådespelare och sångare.

## Roller i urval
- 1953 – Far till fyra
- 1953 – Farlig ungdom
- 1956 – Farsans rackarungar
- 1957 – Natt i Nyhavn
- 1972 – Swedish Wildcats
- 1976 – I lejonets tecken
- 1978 – I skyttens tecken
- 1981 – Matador (TV-serie)

## Regi i urval
- 1968 – Stormvarsel
- 1975 – Sönnen fra vingården